# Joseba Aldamiz-Etxebarria
Joseba Aldamiz-Etxebarria Koskorrotza (Lequeitio, 16 de noviembre de 1920 – Flor de Acre, 24 de diciembre de 1966), también conocido como Padre José Aldamiz, fue un misionero y aviador vizcaíno.

## Misiones
Tras convertirse en sacerdote con los dominicos, marchó al Perú donde fue vicario provincial de la Orden. Allí reparó en las dificultades de comunicación de los indígenas, que sólo podían desplazarse a través del río. En esa época puso en marcha la emisora de radio "Madre de Dios" en Puerto Maldonado.

## Aviación

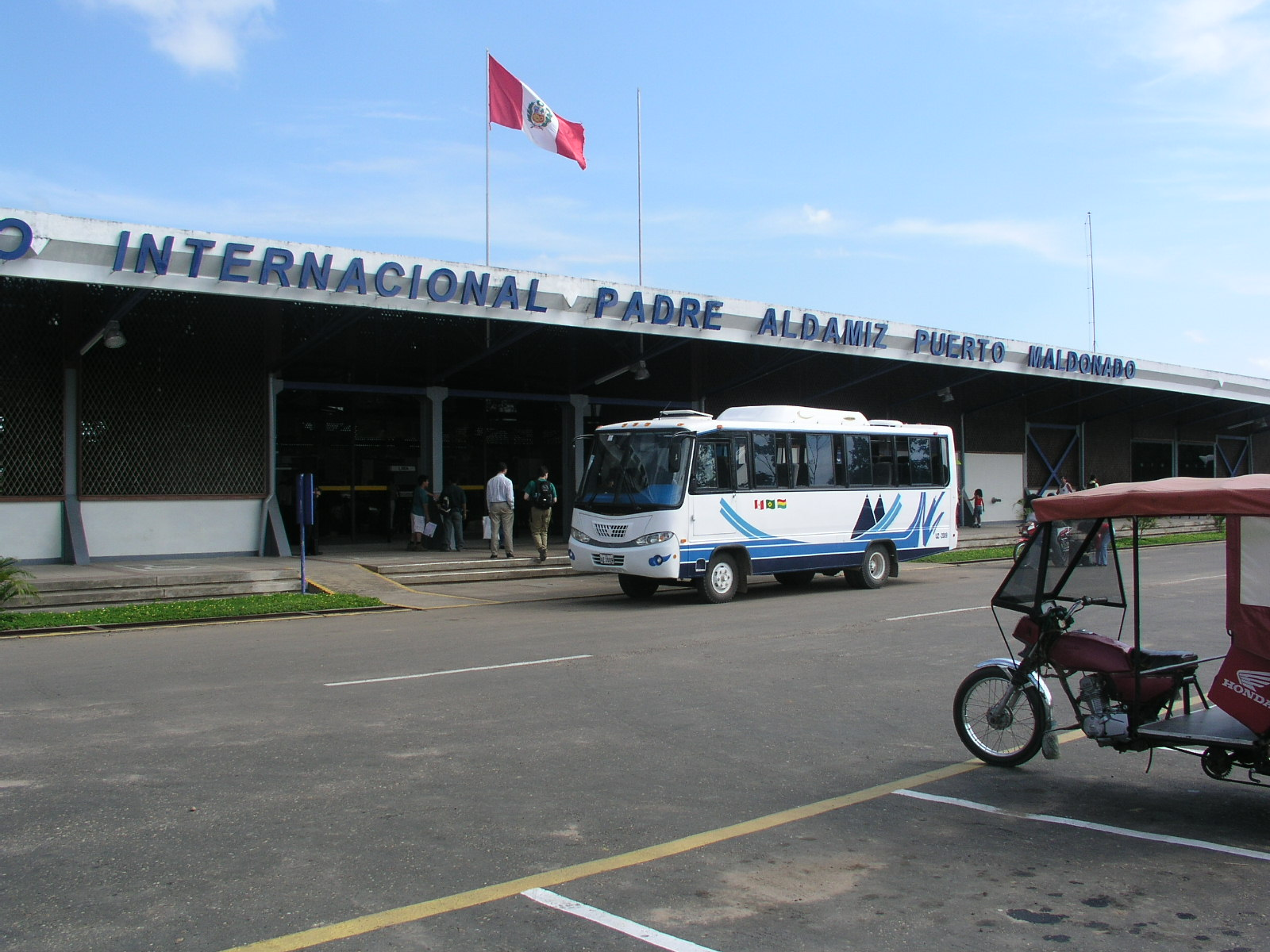
Aeropuerto "Padre Aldamiz" de Puerto Maldonado en 2004.

Para poder llevar a los indígenas al hospital, Aldamiz-Etxebarria realizó un curso de piloto de aviación en 1960. Ya en posesión de la licencia, consiguió una avioneta “Cessna 695” a la que bautizó con el nombre de “Fray Martín de Porres”. Con este vehículo comenzó a realizar transportes: mensajería, desplazamientos (estudiantes, enfermos...) o alimentos de primera necesidad a pequeños aeropuertos habilitados por los indígenas en las afueras de las poblaciones.

## Muerte
El 24 de diciembre de 1966 partió desde el aeropuerto de Iberia hacia la misión de Puerto Esperanza; transportaba a cuatro niñas de la zona del río Purús que iban a pasar las vacaciones de Navidad con sus familias. El motor comenzó a fallar y Aldamiz-Etxebarria, al ver que iban a estrellarse, administró la absolución a sus pasajeras. El impacto sobrevino en un bosque de Flor de Acre, salvándose dos de las niñas y falleciendo las otras dos junto con el propio Aldamiz-Etxebarria.

## Homenajes

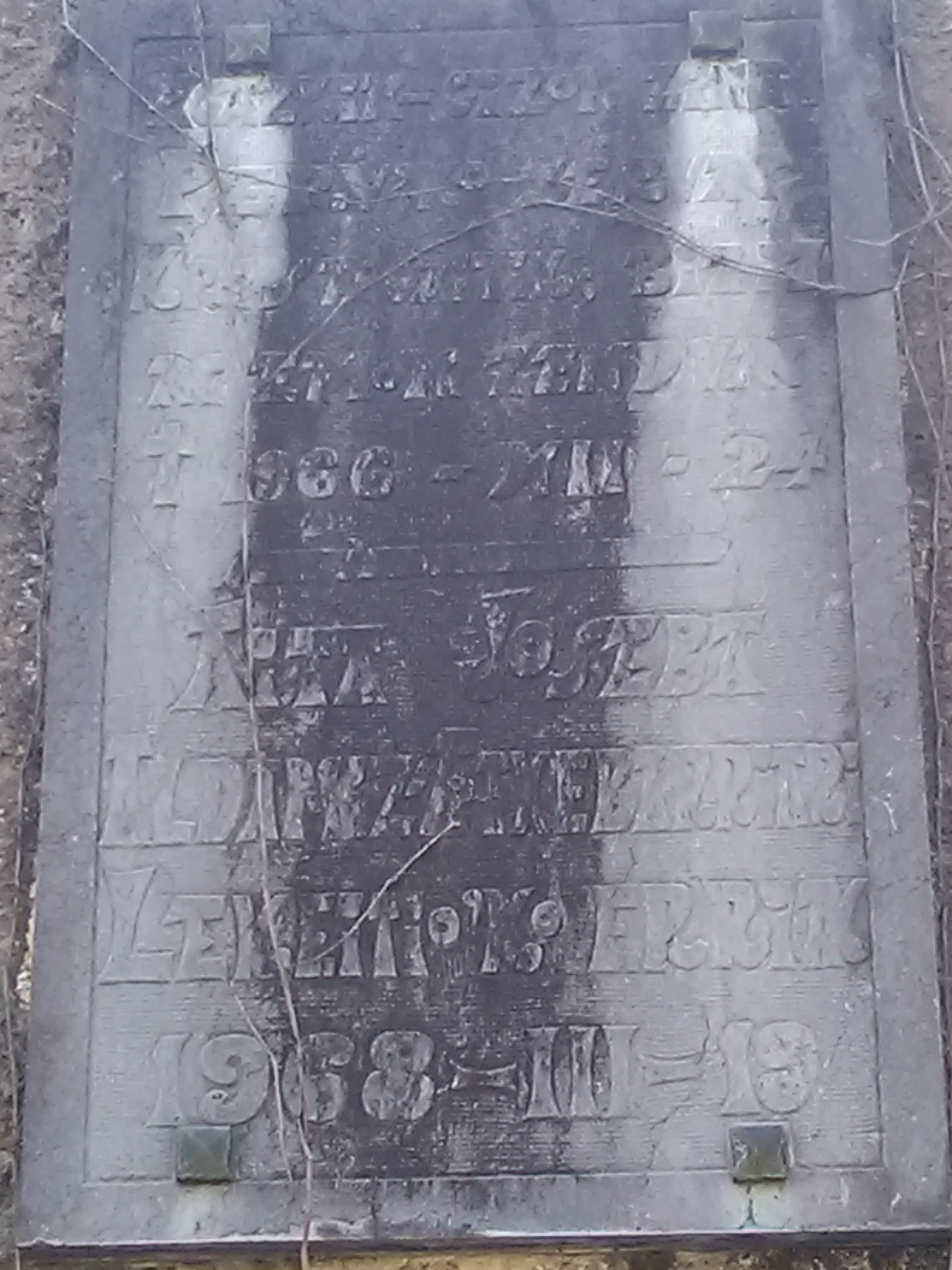
Placa del monumento en el barrio Aldamiz-Etxebarria de Lequeitio (Vizcaya).

- Placa del monumento en el barrio Aldamiz-Etxebarria de Lequeitio (Vizcaya).En su villa natal de Lequeitio se le dio su nombre a un barrio de nueva construcción sobre la colina de Armintxe. En él se erigió un monolito en 1968, siendo alcalde Antonio Moral Etxebarrieta, con un letrero en vascuence que reza: “Egazkin-gizon zinan/ Peruko zeruan/ Kristogaitik bizia / emon zenduan. 1966-XII-24. Aita Joseba Aldamiz-Etxebarriari Lekeitio'ko erriak. 1968-III-19". (“Fuiste aviador / en el cielo de Perú / diste tu vida / por Cristo. 24-XII-1966-XII-24. Al Padre Joseba Aldamiz-Etxebarria, el pueblo de Lequeitio. 19-III-1968").[5]
- En Perú, el Presidente de la República le nombró "Guerrero de la Paz", y desde entonces el Aeropuerto Internacional de Puerto Maldonado (Madre de Dios) lleva su nombre.[3]